# Francesco Cicchella
Francesco Cicchella (Napoli, 21 marzo 1989) è un attore, comico, imitatore, cantante e musicista italiano.

## Biografia
Sin da bambino appassionato di teatro, comincia a muovere i suoi primi passi nel mondo dell'arte studiando pianoforte e canto jazz al Conservatorio di San Pietro a Majella di Napoli.
Nel 2007, all'età di 17 anni, vince il Premio Totò alla comicità e appare per la prima volta in tv come ospite di una puntata di Cominciamo bene su Rai 3, in veste di imitatore e cantante.
Due anni dopo, nel 2009, vince la terza edizione del Premio Alighiero Noschese ed entra a far parte del cast di Made in Sud insieme a Vincenzo de Honestis, con il quale nel 2007 forma il duo "Doppia Coppia". Nelle varie edizioni del programma Cicchella imita in chiave parodistica Michael Bublé, Gigi D'Alessio, Massimo Ranieri e Kekko Silvestre dei Modà. Nel 2010 diventa parte del cast fisso del programma Stiamo tutti bene su Rai 2.
Nel 2015 partecipa come ospite alla prima serata del Festival di Sanremo, imitando Michael Bublé insieme al "traduttore" Vincenzo de Honestis. Da settembre a novembre dello stesso anno partecipa come concorrente al talent di Rai 1 condotto da Carlo Conti, Tale e quale show, vincendo la quinta edizione. Torna poi nel 2016 nella fase finale della sesta edizione della trasmissione per prendere parte al torneo e si classifica terzo; tra le sue performance più apprezzate nel corso del programma, quelle nei panni di Bruno Mars, Freddie Mercury, Stevie Wonder, Shakira e Francesco Renga.
Il 31 dicembre 2015 è ospite al Capodanno con Gigi D'Alessio, in Piazza della Libertà a Bari. Il 10 settembre partecipa come ospite alla finale di Miss Italia riproponendo le sue interpretazioni di Massimo Ranieri e Bruno Mars, mentre il 14 gennaio 2017 torna su Rai Uno ospite di Gigi Proietti nella prima puntata del suo one man show Cavalli di battaglia, vestendo ancora i panni di Ranieri.
Nel 2020 partecipa al programma di Italia 1 Enjoy - Ridere fa bene condotto da Diego Abatantuono e Diana Del Bufalo. Nel 2021 è nel cast di comici del  programma di Italia 1 Honolulu con le imitazioni di Achille Lauro e Ultimo.
Il 13 febbraio 2022 partecipa in qualità di ignoto alla trasmissione "Soliti Ignoti" su Rai1 e la concorrente, l'attrice Gaia Girace, ne indovina l'identità.
Il 15 maggio 2022 partecipa in qualità di imitatore di Achille Lauro e Ultimo alla finale di Amici.

## Televisione
- Cominciamo bene (Rai 3, 2007)
- Made in Sud (Rai 2, 2009-2016)
- Stiamo tutti bene (Rai 2, 2010)

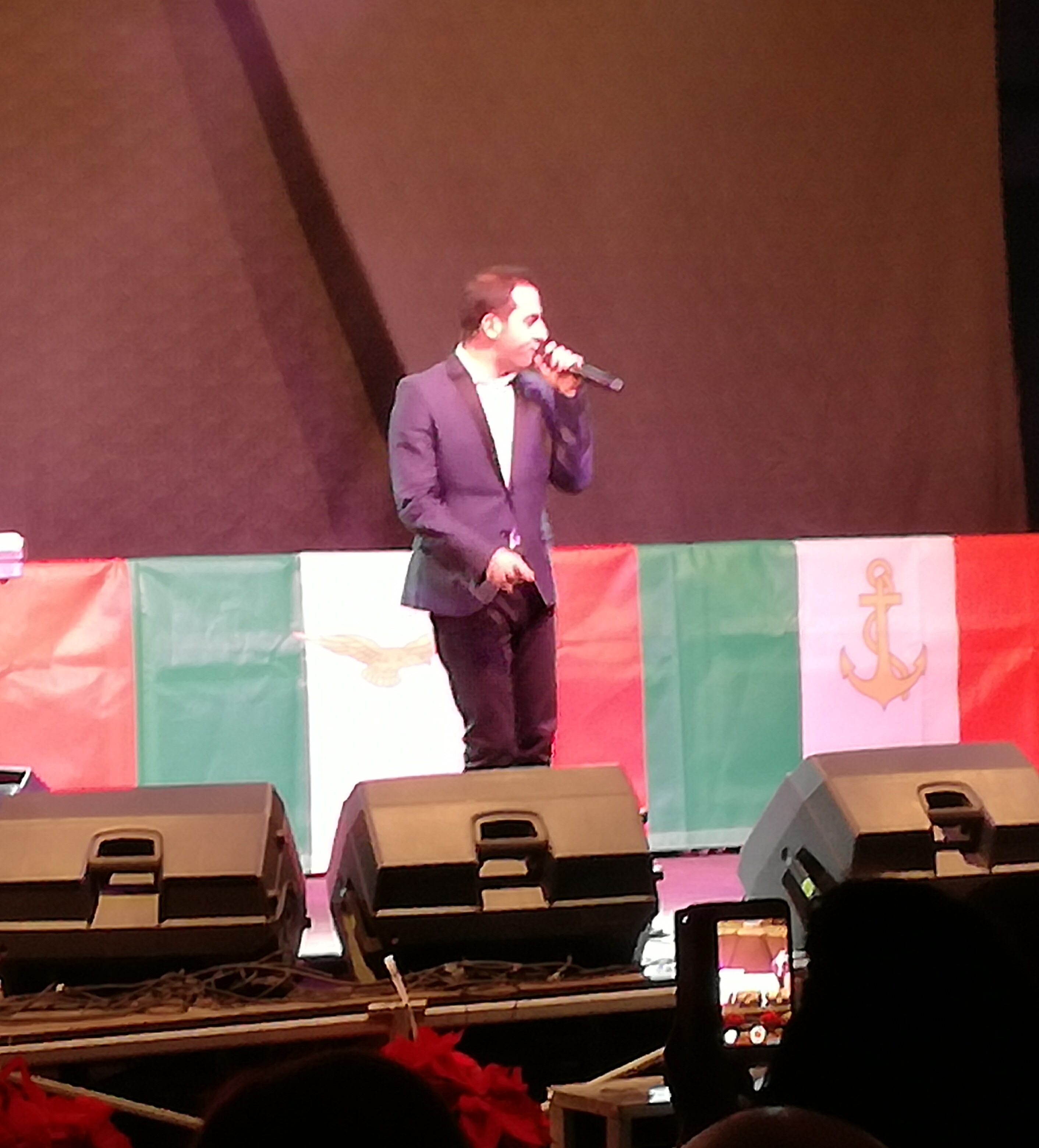
Francesco Cicchella durante un'esibizione alla base NATO di Lago Patria (2016)

- Tale e quale show (Rai 1, 2015) - Concorrente - Vincitore
- NaTale e quale show (Rai 1, 2016) - Concorrente
- Stasera tutto è possibile (Rai 2, 2018-2022) - Concorrente
- Enjoy - Ridere fa bene (Italia 1, 2020)
- Honolulu (Italia 1, 2021)
- Only Fun – Comico Show (NOVE, 2022)
- Alessandro Borghese - Celebrity Chef (TV8, 2022) - concorrente
- Cic to cic (Prime video, 2022)

## Filmografia

### Attore
- Vita, cuore, battito, regia di Sergio Colabona (2016)

### Doppiatore
- Pappagallo Autostima in Mister Felicità